# Meriden, Connecticut
Meriden je grad u američkoj saveznoj državi Connecticut. Prema popisu stanovništva iz 2010. u njemu je živjelo 60.868 stanovnika.